# Hermann von Holleben
Hermann Olze Ludwig von Holleben (* 5. März 1804 in Gartz; † 10. April 1878 in Berlin) war ein preußischer General der Infanterie.

## Leben

### Herkunft
Er war der Sohn von Wilhelm Friedrich Karl Ludwig von Holleben (1777–1815) und dessen Ehefrau Dorothea Albertine Friederike, geborene von Arnim (1780–1861). Sein Vater war während der Befreiungskriege als preußischer Rittmeister im Dragoner-Regiment „Königin“ in der Schlacht bei Ligny gefallen.

### Militärkarriere
Holleben besuchte das Gymnasium in Stargard und war ab Mai 1817 Kadett in Berlin. Am 9. Januar 1821 wurde er als Sekondeleutnant dem 21. Infanterie-Regiment (4. Pommersches) der Preußischen Armee überweisen. Im gleichen Jahr folgte bis 1823 seine Kommandierung als Lehrer für Mathematik zur Divisionsschule der 4. Division. Anschließend absolvierte Holleben die Allgemeine Kriegsschule und war nach seinem erfolgreichen Abschluss von 1824 bis 1826 wieder als Lehrer an der Divisionsschule tätig. Daran schloss sich ab 1. Mai 1826 eine Verwendung als Lehrer am Kadettenhaus Berlin an und in dieser Stellung wurde Holleben am 20. Mai 1836 zum Premierleutnant befördert. Zusätzlich war er ab 1838 auch als Lehrer für Taktik an der Vereinigten Artillerie- und Ingenieurschule und stieg im Jahr darauf zum ersten Militärlehrer am Kadettenhaus auf. 1840 wurde Holleben Kapitän und 1844 auch außerordentliches Mitglied der Militär-Studienkommission, die Veränderungen im militärischen Unterrichts- und Bildungswesen erarbeitete.
Mit seiner Beförderung zum Major am 31. Mai 1847 wurde Holleben zum Adjutanten der Generalinspektion des Militär-Unterrichts- und Bildungswesens ernannt, ging aber weiterhin seiner Lehrtätigkeit am Kadettenhaus in Berlin nach. Nach der Deutschen Revolution saß er im Volkshaus des Erfurter Unionsparlaments und wirkte dann als Abgeordneter des Wahlkreises Aschersleben in der Zweiten Kammer des Preußischen Landtages. Zunächst noch als Oberstleutnant trat Holleben am 18. September 1856 mit dem Rang und den Gebührnissen eines Regimentskommandeurs als Direktor an die Spitze der Obermilitär-Examinationskommission. Gleichzeitig wurde er auch Mitglied der Militär-Studienkommissionen und avancierte am 15. Oktober 1856 zunächst zum Oberst und am 31. Mai 1859 zum Generalmajor. 1864 erhielt er das Patent als Generalleutnant und wurde Präses der Obermilitär-Examinationskommission. Diese Stellung sollte er bis zu seiner Verabschiedung beibehalten.
Für die Dauer des mobilen Verhältnisses anlässlich des Deutschen Krieges 1866 war Holleben zusätzlich mit der Wahrnehmung der Geschäfte als Kommandeur des Kadettenkorps beauftragt. Am 26. Juli 1870 erhielt er den Charakter als General der Infanterie. Anlässlich seines 50-jährigen Dienstjubiläums verlieh ihm die philosophische Fakultät der Friedrich-Wilhelms-Universität Berlin die Doktorwürde.
Nach dem gewonnenen Krieg gegen Frankreich setzte sich Holleben für die Stiftung eines Reichsinvalidenfonds ein, der aus Mitteln der französischen Kriegsentschädigung entstand. Am 22. Juli 1871 wurde Holleben zum Vorsitzenden des Verwaltungsausschusses der Kaiser-Wilhelm-Stiftung für Invaliden berufen. Ab 6. März 1872 war er auch als Direktor der Lebensversicherungsanstalt für die Armee und Marine tätig, bis er schließlich am 21. September 1877 unter Verleihung des Großkreuzes des Roten Adlerordens mit der gesetzlichen Pension zur Disposition gestellt wurde.
Seine Tätigkeit war eine im Wesentlichen wissenschaftliche; seine Verdienste um die geistige Förderung und sittliche Erziehung der Armee in den verschiedenen Bildungsanstalten sind nicht gering. In Würdigung dieser langjährigen Verdienste wurde Holleben am 30. November 1872 durch König Wilhelm I. auf Lebenszeit zum Mitglied des Preußischen Herrenhauses berufen.
Hermann von Holleben starb 1878 im Alter von 74 Jahren in Berlin. Beigesetzt wurde er auf dem Friedhof III der Jerusalems- und Neuen Kirche vor dem Halleschen Tor. Das Grab ist nicht erhalten.

### Familie
Holleben hatte sich am 27. Juni 1836 mit Auguste von Selchow (1815–1875) verheiratet. Aus der Ehe gingen drei Töchter hervor:
- Helene Anna Olga (* 25. Juni 1838 in Berlin) ⚭ 6. Juni 1859 Fritz von Loeper auf Wielichowo
- Antonie Marie (* 16. Februar 1840 in Berlin) ⚭ 5. März 1862 Hugo Lutz von Wurmb, preußischer Oberst
- Anna Luise Dorothea (* 30. Mai 1845 in Berlin) ⚭ 1. Dezember 1866 Hugo von Loeper auf Szczepankowo